# Praça do Povo (Xangai)
A Praça do Povo é uma grande praça pública no distrito de Huangpu, em Xangai. Fica ao sul da Rua de Nanquim (oeste) e ao norte da Rua Huaihai  (leste).
A Praça do Povo é o local da sede do governo municipal de Xangai e o ponto de referência padrão para medição de distância de quase todas as rodovias do município de Xangai fica no norte da praça, perto da fonte.